# Mistrzostwa Luksemburga w szachach
Mistrzostwa Luksemburga w szachach – turniej mający na celu wyłonienie najlepszego luksemburskiego szachisty. Rozgrywany jest od 1932 roku.

## Mistrzowie
| Rok  | Mistrz               |
| ---- | -------------------- |
| 1932 | Francis Kraus        |
| 1933 | Louis Philippe       |
| 1934 | Louis Philippe       |
| 1935 | Charles Doerner      |
| 1936 | Francis Kraus        |
| 1937 | Francis Kraus        |
| 1938 | Charles Doerner      |
| 1939 | Charles Doerner      |
| 1940 | Charles Doerner      |
| 1946 | Charles Doerner      |
| 1947 | Charles Doerner      |
| 1948 | Charles Doerner      |
| 1949 | Charles Doerner      |
| 1950 | Charles Doerner      |
| 1951 | Charles Doerner      |
| 1952 | Charles Doerner      |
| 1953 | Eugène Bestgen       |
| 1954 | Aloyse Neu           |
| 1955 | Fernand Wantz        |
| 1956 | Fernand Wantz        |
| 1958 | Georges Philippe     |
| 1959 | Aloyse Neu           |
| 1960 | Alphonse Conrady     |
| 1961 | Georges Philippe     |
| 1962 | Eugène Bestgen       |
| 1963 | Eugène Bestgen       |
| 1964 | Alphonse Conrady     |
| 1965 | Georges Philippe     |
| 1966 | Georges Philippe     |
| 1967 | Josy Feller          |
| 1968 | Josy Feller          |
| 1969 | Raymond Schneider    |
| 1971 | Josy Feller          |
| 1973 | Josy Feller          |
| 1975 | Norbert Stull        |
| 1976 | Norbert Stull        |
| 1977 | Georges Haas         |
| 1978 | Georges Haas         |
| 1979 | Norbert Stull        |
| 1980 | Georges Haas         |
| 1981 | Jean Schammo         |
| 1982 | Josy Feller          |
| 1983 | Norbert Stull        |
| 1985 | Hubert Mossong       |
| 1986 | Roger Hoffmann       |
| 1987 | Georges Haas         |
| 1988 | Salomon Marcovici    |
| 1989 | Norbert Stull        |
| 1990 | Fred Berend          |
| 1991 | Norbert Stull        |
| 1992 | Hubert Mossong       |
| 1993 | Alain Schartz        |
| 1994 | Lucien Gaspar        |
| 1995 | Carlo Menghi         |
| 1996 | Camille Wians        |
| 1997 | Marc Mertens         |
| 1998 | Elvira Berend        |
| 1999 | Michel Risch         |
| 2000 | Claude Wagener       |
| 2001 | Josy Feller          |
| 2002 | Alain Schartz        |
| 2003 | Mietek Bakalarz      |
| 2004 | Jean-Marie Weber     |
| 2005 | Vlad Serban          |
| 2006 | Tom Weber            |
| 2007 | Jean-Marie Weber     |
| 2008 | Alain Schartz        |
| 2009 | Mietek Bakalarz      |
| 2010 | Vlad Serban          |
| 2011 | Mietek Bakalarz      |
| 2012 | Michael Wiedenkeller |
| 2013 | Michael Wiedenkeller |
| 2014 | Fred Berend          |
| 2015 | Elvira Berend        |
| 2016 | Elvira Berend        |
| 2017 | Fred Berend          |
| 2018 | Jean-Marie Weber     |